# Journée internationale des mathématiques
La Journée internationale des mathématiques est une journée commémorative célébrée chaque année le 14 mars depuis 2020, promulguée par l'UNESCO et l'Union mathématique internationale (UMI) le 25 novembre 2019.

## Histoire
Le 25 novembre 2019, lors de sa 40e Conférence générale, l'UNESCO a officiellement proclamé le 14 mars Journée internationale des mathématiques. L'objectif de cette journée est de favoriser la reconnaissance mondiale de l'importance des mathématiques dans le développement scientifique et technologique, ainsi que dans la résolution des problèmes quotidiens et des nouveaux défis mondiaux tels que le changement climatique, la durabilité et la numérisation.
Dans de nombreux pays du monde, le 14 mars est déjà connu sous le nom de la Journée de pi et est célébré. Il porte le nom du numéro du cercle {\displaystyle \pi }, le rapport entre la circonférence d'un cercle et son diamètre, qui est d'environ 3,14. La date est une allusion à la notation de date américaine 3/14, qui rappelle la valeur arrondie du nombre Pi (3,14159…). Alors que la Journée mondiale des mathématiques se limite aux sujets liés à Pi, la Journée internationale des mathématiques, malgré certains parallèles, se concentre sur les mathématiques dans toute leur diversité et leur omniprésence.

## Thèmes
- 2020 : Les mathématiques sont partout[4]
- 2021 : Mathématiques pour un monde meilleur[5]
- 2022 : Les mathématiques unissent[3]
- 2023 : Les mathématiques pour tout le monde[6]
- 2024 : Mathématiques : l’important c’est de participer ![7]
- 2025 : Maths hors les murs[8]